# Гонка (фильм, 1998)
Гонка — комедия Миллисент Шелтон.

## Сюжет
Группа друзей: симпатичная клипмейкерша, несколько очень темпераментных рэперов, начинающая фотомодель, юный гангстер и пара повидавших многое на своем веку водителей автобуса — отправляется на стареньком автобусе в «крестовый поход» за славой из Гарлема в Майами. В пути их ждут аварии, потасовки в барах, любовь и ссоры. Ясно только одно — к концу этого сумасшедшего путешествия никто не останется таким, каким он отправился в путь.

## В ролях
- Мелисса де Соуса— Лета Эванс
- Фредро Старр — Джеронимо
- Келли Шэнинье Уильямс — Вторник
- Малик Йоба — Поппа
- Sticky Fingaz —  Brotha X
- Седрик «Развлекатель» — Бо
- Дартаньян Эдмондс — Бёрд
- Даунтаун Джули Браун — Блэу Келли
- Гай Торри — Индиго
- Джон Уизерспун — Роско
- Джулия Гаррисон — Блэки
- Snoop Dogg — Менте
- Лютер Кэмпбелл — Фредди B

## Саундтрек
1. «The Weekend»- 3:56 (Dave Hollister, Redman и Erick Sermon)
2. «The Worst»- 5:35 (Wu-Tang Clan и Onyx)
3. «Blood Money, Pt. 2»- 4:51 (Noreaga, Nas и Nature)
4. «Outta Sight»- 3:43 (Rufus Blaq)
5. «Soldier Funk»- 3:33 (Mia X, Fiend и Mac)
6. «The Game»- 4:45 (Mack 10, Big Mike, DJ U-Neek и Earth, Wind и Fire)
7. «The Symptoms»- 4:32 (Black Ceasar)
8. «Feels So Good»- 4:36 (Tha Eastsidaz и Snoop Dogg)
9. «Mourn You Til I Join You»- 5:17 (Naughty by Nature)
10. «Jam on It»- 4:11 (Cardan и Jermaine Dupri)
11. «Higher»- 3:49 (Sexions)
12. «Callin'»- 3:47 (Amari)
13. «Why»- 4:43 (Eric Benet и The Roots)
14. «No One»- 5:13 (Somethin' for the People и Trina & Tamara)
15. «Can’t Get Enough»- 4:36 (Raphael Saadiq и Willie Max)
16. «Never Say Goodbye»- 4:24 (Adriana Evans и Phife Dawg)